# Imposta di famiglia
L'Imposta di famiglia era un tributo comunale italiano, abrogato con la riforma tributaria del 1974. 

## Storia
Originariamente "fuocatico", l'imposta di famiglia ricoprì per anni un posto di fondamentale importanza nei bilanci comunali assieme all'imposta sul valore locativo. Nel 1923, con regio decreto legge del 30 dicembre, ne fu disposta l'abolizione, poi sospesa a causa delle proteste delle amministrazioni locali.
La commissione per la stesura della riforma della finanza locale del 1931 fu concorde nel sostituire il tributo con un'addizionale all'imposta complementare di stato e di mantenerla in vita solo nei comuni con popolazione inferiore ai 30.000 abitanti, dove molti cittadini non erano soggetti all'imposta complementare.

## Determinazione dell'imposta
Ai fini dell'imposta si intendeva per famiglia (art. 112) l'unione di più persone strette da vincoli di parentela o di affinità, insieme conviventi nella stessa casa ed aventi patrimonio unico ed indiviso. Erano però considerate allo stesso modo famiglie (art. 113): le persone sole, specie se convivevano con altre né parenti né affini; le persone sottoposte a tutela, quando avevano rendite proprie ed anche se convivevano con il tutore; le persone che abitavano presso altre famiglie, anche se erano unite a queste con vincoli di parentela o affinità, quando avevano proprio patrimonio e reddito di qualunque natura e non compresi nella comunione.
La base imponibile era costituita dall'ammontare dei redditi della famiglia, diminuita delle spese accettate in deduzione. L'aliquota, deliberata dal podestà ed approvata dalla giunta provinciale amministrativa, variava a seconda del reddito e della classe demografica del comune di residenza secondo i seguenti valori massimi:
| Redditi                    | Comuni di classe F | Comuni di classe G | Comuni di classe H | Comuni di classe I |
| -------------------------- | ------------------ | ------------------ | ------------------ | ------------------ |
| sino a L. 2.000            | 0,50%              | 0,50%              | 0,50%              | 0,50%              |
| da L. 2.001 a L. 2.400     | 0,50%              | 0,75%              | 0,75%              | 0,75%              |
| da L. 2.401 a L. 3.000     | 1%                 | 1%                 | 1%                 | 1,25%              |
| da L. 3.001 a L. 4.000     | 1,25%              | 1,25%              | 1,50%              | 1,75%              |
| da L. 4.001 a L. 6.000     | 1,50%              | 1,75%              | 1,75%              | 2%                 |
| da L. 6.001 a L. 8.000     | 1,75%              | 2%                 | 2,25%              | 2,50%              |
| da L. 8.001 a L. 12.000    | 2%                 | 2,25%              | 2,50%              | 2,75%              |
| da L. 12.001 a L. 20.000   | 2,50%              | 3%                 | 3,25%              | 3,50%              |
| da L. 20.001 a L. 30.000   | 3%                 | 3,25%              | 3,50%              | 3,75%              |
| da L. 30.001 a L. 50.000   | 3,25%              | 3,50%              | 3,75%              | 4%                 |
| da L. 50.001 a L. 100.000  | 3,75%              | 4%                 | 4,25%              | 4,50%              |
| da L. 100.001 a L. 200.000 | 5,25%              | 5,50%              | 5,75%              | 6%                 |
| da L. 200.001 a L. 500.000 | 6,50%              | 7%                 | 7%                 | 7,50%              |
| oltre L. 500.000           | 7,50%              | 8%                 | 8%                 | 8%                 |

L'imposta era dovuta annualmente al comune di residenza del capofamiglia.

## Esenzioni e riduzioni
Erano esenti dall'imposta le istituzioni di beneficenza e senza fini di lucro.